# Harry Tierney
Harry Tierney, född 21 maj 1890 i Perth Amboy, New Jersey, död 22 mars 1965 i New York, var en amerikansk kompositör och pianist. Han är känd som kompositör till musikaler som Irene (1919), Kid Boots (1923) och Rio Rita (1927). Han arbetade ofta tillsammans med textförfattaren Joseph McCarthy.